# رود کت
 رود کت رودی است به رود اب می‌ریزد. این رود از کشور روسیه می‌گذرد.